# Rodrigo Goulart
Rodrigo Hayashi Goulart (São Paulo, 12 de novembro de 1984) mais conhecido como Rodrigo Goulart é um empresário e político brasileiro formado em medicina veterinária pela UNISA, com especialização em produção de ruminantes na ESALQ-USP, filiado ao Partido Social Democrático (PSD). Cumpre seu segundo mandato como Vereador da cidade de São Paulo. É Diretor Adjunto da ABRASEL – Associação Brasileira de Bares e Restaurantes.
É o filho mais velho de Antônio Goulart dos Reis, que também foi Vereador por São Paulo e, posteriormente, Deputado Federal pelo estado.
Em seu primeiro pleito (2016) recebeu cerca de 49 mil votos   e obteve 31 mil votos durante as eleições de 2020.
No dia 28 de dezembro de 2024, Rodrigo foi anunciado como Secretário Municipal de Desenvolvimento Econômico e Trabalho de São Paulo pelo prefeito reeleito Ricardo Nunes (MDB), cargo que assumirá a partir de 1° de janeiro de 2025.

## Atuação Política
Foi o relator das revisões intermediárias do Plano Diretor Estratégico - LEI Nº 17.975 de 8 de Julho de 2023 e da Lei de Parcelamento, Uso e Ocupação do Solo ou Lei de Zoneamento - LEI Nº 18.081 de 19 de Janeiro de 2024, ambas da cidade de São Paulo.
Entre as bandeiras que defende, estão a causa animal, saúde e segurança pública, bem como turismo e eventos de negócios, também a mobilidade urbana e a promoção de esporte e educação. Representa a comunidade japonesa, a comunidade árabe e os setores de bares, restaurantes e pequenos empreendedores. 
Ao longo dos mandatos fez parte de Comissões de grande importância, tal como a Comissão Parlamentar de Inquérito da Dívida Ativa Municipal, que recuperou R$ 4,5 bilhões aos cofres públicos. Participou também como relator da CPI da Sonegação Tributária que investigou os sistemas de cobranças dos tributos municipais sob as instituições financeiras, conseguindo retomar cerca de R$ 1,2 bilhão em impostos que haviam sido sonegados pelos grandes bancos.
Atualmente é o Presidente da Comissão Extraordinária de Apoio ao Desenvolvimento do Turismo, do Lazer e da Gastronomia e também participa da Comissão de Política Urbana, Metropolitana e Meio Ambiente e das CPIs dos Animais e da Pirataria. 
Uma das principais pautas dos seus mandatos é viabilizar a Ponte Graúna-Gaivotas. Construída sobre a Represa Billings, a nova ponte promete facilitar o deslocamento da população dos bairros do extremo sul de São Paulo, como Jardim Gaivotas, Parque Cocaia, Jardim Toca, Jardim Eliana, Cantinho do Céu, entre outros, em direção ao centro da cidade. A ligação também visa melhorar o fluxo do transporte público na região com a integração entre os corredores e faixas exclusivas de ônibus das Avenidas Teotônio Vilela, Atlântica, Olívia Guedes Penteado, Interlagos, Nossa Senhora de Sabará e Dona Belmira Marin, Terminal Urbano Grajaú e Linha 9 – Esmeralda da CPTM. A contratação do projeto executivo da obra foi feita com uma emenda parlamentar do vereador no valor de R$ 6,5 milhões.